# Sminthopsis youngsoni
Sminthopsis youngsoni là một loài động vật có vú trong họ Dasyuridae, bộ Dasyuromorphia. Loài này được McKenzie & Archer mô tả năm 1982.